# São Jorge (Arcos de Valdevez)
São Jorge ist ein Ort und eine ehemalige Gemeinde (Freguesia) im nordportugiesischen Kreis Arcos de Valdevez. In der Gemeinde lebten 718 Einwohner (Stand 30. Juni 2011).
Am 29. September 2013 wurden die Gemeinden São Jorge und Ermelo zur neuen Gemeinde União das Freguesias de São Jorge e Ermelo zusammengefasst. São Jorge ist Sitz dieser neu gebildeten Gemeinde.